# Machakos (hrabstwo)
Machakos – hrabstwo w Kenii. Jego stolicą jest Machakos. W 2019 roku liczba ludności wynosiła ponad 1,4 miliona. Granice hrabstwa tworzą Nairobi i Kiambu na zachodzie, Embu na północy, Kitui na wschodzie, Makueni na południu, Kajiado na południowym zachodzie oraz Murang'a i Kirinyaga na północnym zachodzie. Mieszkańcami tego regionu jest głównie plemię Kamba, zwani także Akamba.

## Turystyka
Pagórkowaty teren z wysokością pomiędzy 1000 a 2100 metrów n.p.m. zajmuje większą część hrabstwa Machakos, co czyni ten obszar atrakcyjny dla turystów. Turyści korzystają z takich działań, jak camping, piesze safari, ekoturystyka, turystyka kulturalna, a także festiwale tańca i muzyki. 

## Rolnictwo
W hrabstwie dominuje uprawa kukurydzy, a także zbóż odpornych na suszę, takich jak sorgo, czy proso. 

## Religia
Struktura religijna w 2019 roku wg Spisu Powszechnego:
- protestantyzm – 56,5%
- katolicyzm – 35,4%
- niezależne kościoły afrykańskie – 3,9%
- pozostali chrześcijanie – 1,9%
- islam – 0,9%
- pozostali – 1,4%.

## Podział administracyjny
Hrabstwo Machakos dzieli się na 8 okręgów:
- Machakos Town
- Mavoko
- Masinga
- Yatta
- Kangundo
- Kathiani
- Matungulu
- Mwala